# Лима, Лукас Рафаэл
Лукас Рафаэл Араужо Лима (порт. Lucas Rafael Araújo Lima более известный, как Лукас Лима порт. Lucas Lima; родился 9 июля 1990 года в Марилии, штат Сан-Паулу) — бразильский футболист, полузащитник клуба «Сантос» и сборной Бразилии.

## Клубная карьера
Лукас — воспитанник клуба «Интернасьонал Лимейра». В 2010 году он был включён в заявку и дебютировал за основной состав. В 2012 году Лима перешёл в «Интернасьонал». 15 июля в матче против «Сантоса» он дебютировал в бразильской Серии А. В 2013 году для получения игровой практики Лукас перешёл в «Спорт Ресифи». В начале 2014 года Лима подписал контракт на четыре года с клубом «Сантос». Сумма трансфера составила 5 млн евро. 28 февраля в матче Лиги Паулиста против «Брагантино» он дебютировал за новую команду. 7 марта в поединке Лиги против «Можи-Мирин» Лима забил свой первый гол за «Сантос». В 2015 и 2016 годах Лукас помог клубу выиграть чемпионат штата Сан-Паулу.
С 2018 года выступает за «Палмейрас». В первом же сезоне выиграл чемпионат Бразилии. В 2020 году помог своей команде стать чемпионом штата. В розыгрыше Кубка Либертадорес 2020 сыграл в четырёх матчах и помог своей команде выиграть трофей. В Кубке Либертадорес 2021 Лукас Лима сыграл в одном матче на групповом этапе. 26 августа отправился в аренду в «Форталезу».

## Международная карьера
5 сентября 2015 года в товарищеском матче против сборной Коста-Рики Лима дебютировал за сборную Бразилии. 14 ноября в отборочном матче чемпионата мира 2018 против сборной Аргентины Лукас забил свой первый гол за национальную команду.

### Голы за сборную Бразилии
| #   | Дата           | Место                                     | Противник | Счёт | Результат | Соревнование                     |
| --- | -------------- | ----------------------------------------- | --------- | ---- | --------- | -------------------------------- |
| 01. | 14 ноября 2015 | Монументаль, Буэнос-Айрес, Аргентина      | Аргентина | 1:1  | 1:1       | Чемпионат мира 2018 квалификация |
| 02. | 8 июня 2016    | Орландо Ситрус Боул Стэдиум, Орландо, США | Гаити     | 5:0  | 7:1       | Кубок Америки 2016               |

## Достижения
- Чемпион штата Сан-Паулу (3): 2015, 2016, 2020
- Чемпион Бразилии (1): 2018
- Чемпион Кубка Бразилии (1): 2020
- Обладатель Кубка Либертадорес (2): 2020, 2021 (постфактум)